# Piano e Voz... Amigos e Pertences
Piano e Voz... Amigos e Pertences é o oitavo trabalho musical do cantor Paulo César Baruk em parceria com seu pianista e tecladista Leandro Rodrigues, lançado em 2009 pela gravadora Salluz Productions.
O álbum possui um repertório de músicas consagradas no meio evangélico nacional e que fizeram parte dos períodos de louvor e adoração executados por Baruk.

## Faixas
CD
1. Grandioso És Tu
2. Quero Louvar-Te
3. Primeiro Amor
4. Galhos Secos
5. Rei das Nações
6. Tu És Soberano
7. Declaramos
8. Seja Engrandecido
9. Em Todo Tempo
10. Olhos no Espelho
11. Autor da minha Fé
12. Espera em Deus
13. Tu És Fiel

DVD
1. Grandioso És Tu (Intro)
2. Há Momentos
3. Quero Louvar-Te
4. Galhos Secos
5. Tu És Soberano
6. Seja Engrandecido
7. Rei das Nações
8. Olhos no Espelho
9. Tudo Entregarei (Interlúdio)
10. Autor da Minha Fé
11. Primeiro Amor
12. Espera em Deus
13. Em Todo Tempo
14. Declaramos
15. Tu És Fiel